# Иваньково (Белозерский район)
Иваньково — деревня в Белозерском районе Вологодской области.
Входит в состав Шольского сельского поселения (с 1 января 2006 года по 9 апреля 2009 года входила в Городищенское сельское поселение), с точки зрения административно-территориального деления — в Городищенский сельсовет.
Расстояние до районного центра Белозерска по автодороге — 100 км, до центра муниципального образования села Зубово по прямой — 15 км. Ближайшие населённые пункты — Васютино, Пушкино, Старое Село.
Население по данным переписи 2002 года — 4 человека.